# Teodorico I de Wettin
Teodorico I (en alemán: Dietrich, también conocido como Thierry) fue un noble del siglo X, del Ducado de Sajonia, y antepasado más antiguo conocido de la Casa de Wettin. Teodorico tuvo dos hijos:
- Dedo I de Wettin (c. 950–1009),
- Federico I de Wettin, conde de Wettin y Eilenburg (m. 1017).

Los descendientes directos de Teodorico y Dedo llevaron el título de margrave de Meissen, comenzando con Conrado el Grande (r. 1123–1156). El linaje de Conrado se expandió por numerosas casas nobles europeas, a través de Federico I de Sajonia (m. 1428), separado por 13 generaciones de Teodorico. A través del nieto de Federico, Ernesto (m. 1486),  la casa de Wettin es la antepasada de las actuales casas reales de Gran Bretaña y Bélgica. Teodorico es el antepasado patrilineal localizable más lejano de la reina Isabel II del Reino Unido. 
No se conoce casi nada sobre la vida de Teodorico. Es mencionado como el padre de Dedo por el obispo Tietmaro de Merseburgo. Dedo es el primer conde conocido de Wettin, y su hijo, Teodorico de Lusacia, es el primer miembro de la dinastía Wettin. El propio castillo de Wettin existía posiblemente desde el siglo IX, pero se desconoce si Teodorico fue su poseedor. Al tener Dedo rango de conde, la historiografía alemana asume ese mismo título par a Teodorico, pero hay diferencias entre los autores que le hacen conde de Wettin, o de Hassegau, o de Liesgau.
Thietmar menciona a Teodorico como miembro de la tribu de los Buzici (de tribu, quae Buzici dicitur) y como pariente por lado paterno de Rikdag, Margrave de Meissen (r. 979–985). Debido a la importancia de Teodorico entre la genealogía de realeza europea, ha existido mucha especulación sobre su ascendencia. Se han identificado varios padres, pero no hay evidencia concluyente para ninguno de ellos:
- Dedi, conde en el Hassegau (conde en 940, muerto en 957), uno de los vasallos de Otón I, descendiente de Burcardo de Turingia. Propuesto por Friedrich Kurze (1886), basado en el nombre Buzici (Buzo como forma corta de Burchard, i.e. los Buzici serían los Burcardos).
- Burcardo III de Suabia (nacido 906 o 915, m. 973), propuesto por Reinhard Wenskus (1976) y posteriormente por Stefan Pätzold (1997), también basado en la interpretación de Buzici como derivado del nombre Burchard.
- Burcardo II de Suabia (m. 926): la asociación con Liesgau está conectado a esta hipótesis, ya que un conde suabo llamado Burcardo es atestiguado en Liesgau en 965 (conocido como Burcardo IV im Hassegau, hermano de Dedi I de Hassegau). Se ha sugerido que este Burcardo sería hijo de Burcardo II y un hermano mayor de Theodoric.[1]
- Folcmar (Volkmar), conde en el Harzgau (m. antes de 961) (la sugerencia se menciona en Lexikon des Mittelalters.

Dependiendo de quién se asuma que fue el padre de Teodorico, es razonable asumir una fecha de nacimiento en los años 910, 920 o 930. El año de su muerte ha sido propuesto en torno a 975/6, porque se sabe que su hijo Dedo tomó a su propia madre como rehén ese mismo año en el contexto de una disputa (presumiblemente contra su padre). La esposa de Teodorico aparece mencionada como Jutta o Judith de Merseburgo en la historiografía moderna temprana.